# ニコライ・レヴィチェフ
ニコライ・ウラジーミロヴィチ・レヴィチェフ（レビチェフ、ロシア語: Николай Владимирович Левичев、ラテン文字転写の例：Nikolai Vladimirovich Levichev、1953年5月28日 – ）は、ロシアの政治家。公正ロシア党首、国家院（国家会議）公正ロシア会派指導者。

## 経歴・概要
1953年5月28日、ソビエト連邦、レニングラード（現在のサンクトペテルブルク）、プーシキン地区に生まれる。父ウラジーミル・レヴィチェフは、軍事学校で無線通信の教授を勤め、いくつかの著作もある。母親は数学を学び、雑誌『ナウカ』（科学の意）編集部でグラフィック・デザイナーとして働いた。また、祖父はサンクトペテルブルク大学生物学部を卒業した学者であり、ペテルブルク名誉市民号を授与された人物であっ
た。プーシキン第410高等学校で学ぶが、同じ学級にセルゲイ・ミローノフがいた。また、数学オリンピックで優勝している。9学年から10学年までは、レニングラード第239学校（同市でトップ3の学校）で物理学、数学を学び、1970年に卒業した。
1976年ジダーノフ名称レニングラード大学（現在のサンクトペテルブルク大学）物理学部を卒業する。大学時代の同窓生にはロシア中央選挙管理委員会委員長のウラジーミル・チューロフがいる。
1991年ソ連共産党中央委員会付属社会科学アカデミーを修了している。
2002年セルゲイ・ミローノフらとロシア生活党を結成し、党全国評議会共同議長に選出される。2004年ロシア大統領選挙では、ミローノフ陣営の選挙対策本部を指揮した。2006年10月28日、ロシア生活党、祖国、ロシア年金党が合同し公正ロシアが結成されると、中央評議会幹部会書記に選出される。
2011年4月16日、モスクワで公正ロシア第5回党大会が開催され、党首に選出された。